# Put (banda)
Put es una banda croata de Rijeka.
En 1993, Put representó a Croacia en el Festival de la Canción de Eurovisión por primera vez en su historia. Put tuvo que competir en la semifinal que se celebró ese año debido a la afluencia de países del este que deseaban participar en el Festival de la Canción de Eurovisión, Kvalifikacija za Millstreet. Put consiguió pasar la semifinal con su canción "Don't ever cry", con estribillo en inglés. Finalmente, acabaron decimoquintos en el Festival de la Canción de Eurovisión 1993, con 31 puntos.